# Mangunlegi
Mangunlegi is een bestuurslaag in het regentschap Pati van de provincie Midden-Java, Indonesië. Mangunlegi telt 1387 inwoners (volkstelling 2010).